# 1052
Évszázadok: 10. század – 11. század – 12. század
Évtizedek: 1000-es évek – 1010-es évek – 1020-as évek – 1030-as évek – 1040-es évek – 1050-es évek – 1060-as évek – 1070-es évek – 1080-as évek – 1090-es évek – 1100-as évek
Évek: 1047 – 1048 – 1049 – 1050 –  1051 – 1052 – 1053 – 1054 – 1055 – 1056 – 1057

## Események
- III. Henrik német-római császár újra Magyarországra támad, Pozsony várának ostromába kezd,[1] a Dunán felvonuló hajóit azonban a magyarok elsüllyesztik Zotmund vezetésével (tévesen Búvár Kund mondája – lásd: Pozsonyi csata), így a német sereg kénytelen visszavonulni.

## Születések
- május 23. – I. Fülöp francia király. († 1108).
- Grenoble-i Szent Hugó